# Abanico

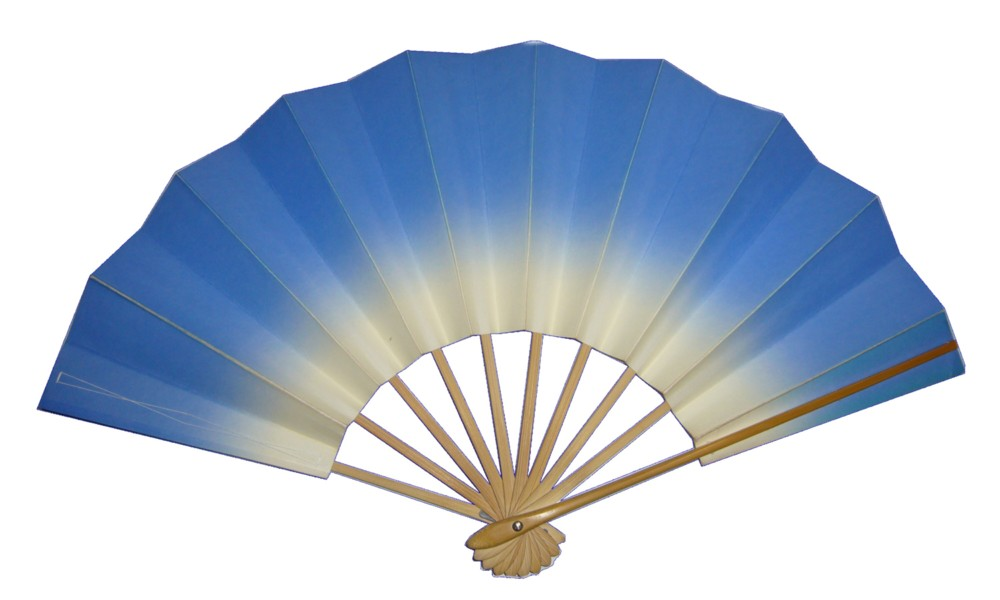
Abanico de tela y varillas de madera.

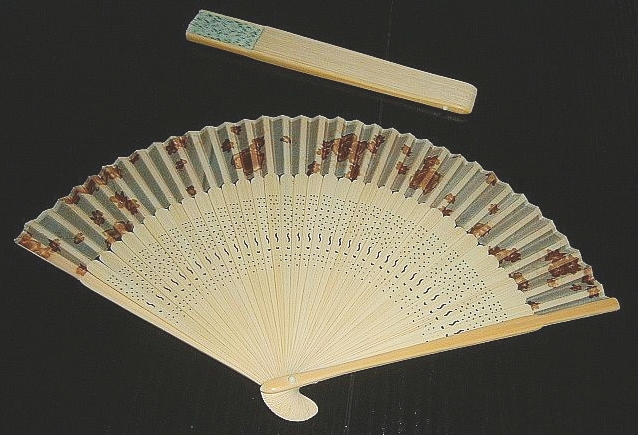
Un abanico japonés plegado y otro abierto.

Un abanico es un instrumento y un complemento de moda ideado para que con un juego de muñeca rítmico y variable se pueda mover aire y facilitar la refrigeración cuando se está en un ambiente caluroso. Se considera originario de Oriente y su fabricación es delicada, en especial cuando presenta diseños artísticos y materiales de calidad. Con antecedentes en el flabelo egipcio, su estructura evolucionó del tipo fijo circular al modelo plegable.
De etimología latina, diminutivo de «abano», a partir de «vannus», nombre que en la cultura agrícola romana recibía un utensilio usado para aventar la cascarilla de los granos de cereal, y en las cocinas para avivar el fuego.
Sin recuperar su pasado glorioso, todavía hay en Occidente importantes fábricas de abanicos, en especial en España (Comunidad Valenciana y Andalucía) y América (México y Puerto Rico).

## Morfología y tipos
Una descripción elemental distinguiría dos partes: el cuerpo o "país" del abanico que sirve dar sombra y para mover el aire, y el mango que permite manejar el instrumento. Por características de fabricación pueden distinguirse dos tipos básicos, el abanico fijo o rígido y el abanico plegable. Además de estos dos tipos básicos hay que mencionar el abano o «punkah», precursor del ventilador de techo.

### Abanicos fijos

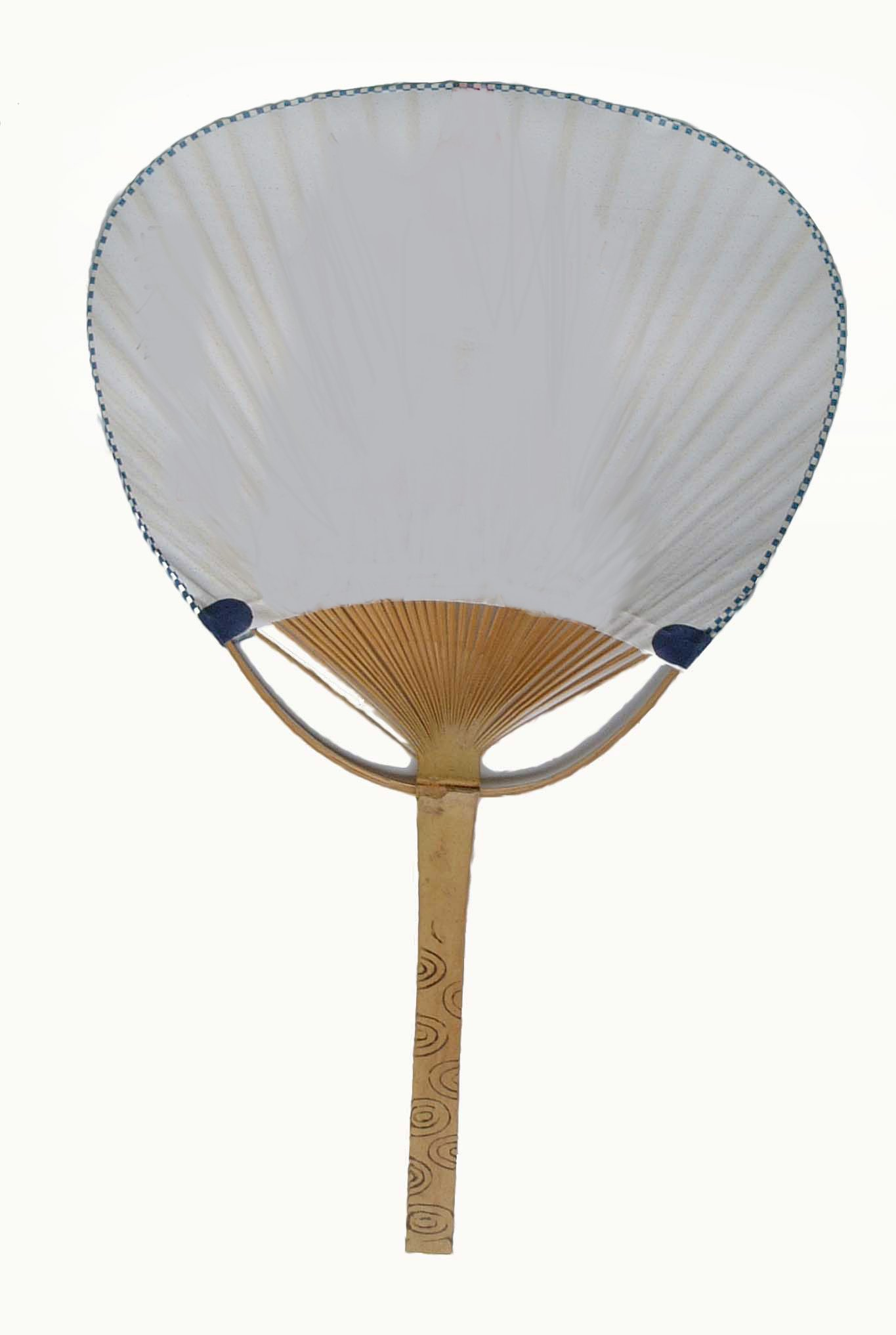
Uchiwa

Modelos planos, y por lo general sujetos por un mango de variables dimensiones. Algunos son simétricos y tienen una lámina redonda fijada a un extremo. Otros tienen una lámina rectangular de cartón, fijada por uno de los lados a una varilla que le hace de mango. Se fabrican con diversos tipos de materiales, como cartón, hojas de palmera, tela o plumas. Un ejemplo típico es el «uchiwa» japonés.

### Abanicos plegables
Semicirculares: construidos con una serie de varillas haciendo divisiones alargadas  planas iguales, de madera, marfil o material sintético sujetas simétricamente en su base con un clavito. Las varillas se encuentran unidas en el otro extremo (el superior y más ancho al desplegarse) por una banda ancha de tela o papel, a menudo decorada. Se despliega en forma semicircular.
Redondos: con una superficie en forma de corona circular montada sobre láminas delgadas de madera, de marfil, etc., móviles alrededor de un pivote situado en el centro de la figura, lo que permite desplegarlo y plegarlo.
- Baraja: esqueleto plegable del abanico.
- País: tela que va adherida a la baraja. Los abanicos que no tienen país se denominan de baraja o simplemente barajas.
- Varillas: tiras de madera que pueden ir caladas o pintadas. Se distinguen dos tramos: a la parte calada o decorada que va desde el clavillo —eje del abanico— hasta el papel o entelado se la llama "fuente"; y "guía" a la parte exterior de la varilla que cubre la tela.
- Cabera, pala o varilla maestras: primera y última varilla, más gruesas que el resto. En los modelos de lujo llegan a constituir auténticas obras de arte de micro-escultura, orfebrería o grabado. Con frecuencia, estos modelos exclusivos llevan en la cabera las iniciales de la propietaria.
- Calado: agujeros realizados sobre las varillas que sirven tanto para decorarlo como para aumentar su aerodinámica.

### Elaboración
La fabricación de un abanico requiere de la colaboración de varias categorías artísticas: un pintor para decorar o ilustrar el "país", un escultor (marfil, hueso, concha, nácar) o grabador (maderas) para taladrar el varillaje y, en los modelos más lujosos, un orfebre (metales). Junto a ellos, trabajan artesanos encargados del corte preciso de las varillas, el plegado y pegado de las telas o vitelas. La independencia de estos procesos de elaboración permite que sean realizados en distintos talleres especializados (como ocurre en muchos casos de la industria valenciana del abanico, en la que a veces los distintos talleres pueden estar en localidades diferentes y aun distantes entre sí). El orden de fabricación suele ser el siguiente:
- Corte de las varillas, en paquetes y con una plantilla.
- Pulido, lijado y afilado de las varillas (uno de los procesos más delicados consiste en afinar la guía de la varilla en la zona entelada, para que no abulte).
- Calado de las varillas con punzones, repujado y tallado. Llegando a objetos de singular preciosismo y suntuosidad.
- Si escultores, grabadores y orfebres se lucen en el varillaje, otro tanto hacen los pintores, en el dibujo, policromía y dorado del "país" del abanico.
- El proceso de fabricación se acerca a su final cuando, agrupadas en paquetes de trece, dieciséis o veinticuatro, y cerradas a los lados por las dos palas, se taladra el conjunto en su parte inferior haciendo pasar un clavo por el orificio y remachándolo con dos rosetas.
- A este esqueleto se le monta el "país", sea de papel, tela, vitela o encaje. Estos materiales pueden cubrir por ambos lados las varillas o, como en el caso de los abanicos de encaje, sólo una de ellas.
- En el caso de los modelos sin "país" (pues la varilla no tiene guía), "la parte ancha se prolonga, sujetándose una varilla a otra por medio de una cinta que tiene un plegado en zigzag".[7] Reciben el nombre de abanico "de baraja", y han tenido una gran tradición los de marfil de maestros como el francés Martain y los modelos orientales calados en plata.

La mecanización de los obradores ha facilitado la producción, antes delicadísima, de los abanicos de marfil, no así los ejemplares fabricados en nácar, cuyo calado ha de ser realizado totalmente de modo manual, pues no admite proceso de fabricación mecánica.

### Estilos
Se tiene constancia de que antes de aparecer el abanico plegable ya se elaboraban ejemplares hechos de encaje y plumas. Y por lo que respecta al tipo tradicional de abanico de varillas desplegables, se pueden distinguir sucesivos estilos con el paso del tiempo. Así, en los siglos XVI y XVII, en España, el abanico, de madera o marfil, con "país" de tela o cabritilla bordada, solía ser de "vuelo corto" (13 varillas), como el que muestra en sus retratos de corte Isabel, primera esposa de Felipe IV, o La dama del abanico, pintada por Velázquez.
En el siglo XVIII, dejando de ser un complemento exclusivo de las clases altas, se popularizó el abanico de madera de vuelo corto y país reducido, como el que muestra la joven con la mantilla blanca en un pastel de Lorenzo Tiepolo. En la primera mitad del siglo XIX, se ponen de moda los pequeños ejemplares de la época Imperio, que con el Romanticismo se estilarán de mayores dimensiones y con filigrana de calado, dorado y decoración, precedentes del pericón. En ambas épocas se impone la novedad del papel impreso con grabado. De manera paralela, a finales de aquel siglo se hace frecuente el uso de gasa pintada y encaje en la fabricación de grandes ejemplares, sin llegar al referido "pericón".
Se ha constatado que antes del siglo XX, pintores famosos que habitualmente participaron en la decoración de los abanicos se resistían a firmar sus obras y sólo lo hacían cuando eran regalos para damas de alcurnia, ofrecidos por el propio pintor. A partir del siglo XX, es normal que se firme cuando se ha pintado a mano.

## Leyendas orientales
Dos leyendas sitúan el origen o la invención del abanico en el Lejano oriente. Una de ellas cuenta que, durante la festividad de las antorchas, la bella Kau-Si, hija de un mandarín, sofocada por el calor se quitó el antifaz que preservaba su intimidad, y con gesto nervioso y energía singular lo agitó ante su nariz llegando a formar una cortina que, además de lograr que su rostro siguiera invisible para los curiosos —por estar prohibida su visión a los hombres—, refrescó el aire que la circundaba; el gesto atrevido, pero inteligente, fue imitado por el resto de las damas que la acompañaban, para general alivio.
La otra leyenda llega de Japón y hace referencia más técnica al origen del abanico plegable. Ocurrió una noche calurosa en el hogar de un humilde artesano de abanicos, cuando un murciélago que entró por la ventana abierta fue a estrellarse contra la llama de un candil cuando el hombre lo trataba de espantar acuciado por su asustada mujer. Al día siguiente, la curiosidad del artesano le llevó a imitar las membranas plegables de las alas del murciélago en la elaboración de un abanico. Sea cierto o no tal origen, los más antiguos abanicos plegables japoneses se llaman «komori», en japonés "murciélago".

## Historia

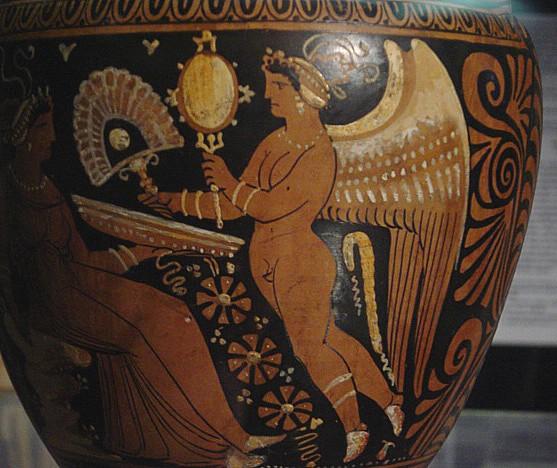
Eros ofreciendo a una mujer un abanico y un espejo, como atributos de la femineidad y la coquetería. Pintura en una vasija de la Apulia, Museo Arqueológico de Milán (Italia).

La umbela o quitasol y el flabellum, gran abanico fijo de largo mango, se consideran precedentes en Egipto —al menos desde la dinastía XIX— y en Asia del modesto y funcional abanico plegable y sus variantes occidentales. Ya en la tumba de Tutankamón se depositaron, como parte del ajuar del faraón, dos abanicos con mango de metales preciosos. Asimismo aparecen en los templos de Medinet-About y en las tumbas de Beni-Hassan, decorando algunas pinturas y bajorrelieves grandes abanicos de plumas de avestruz, semicirculares o triangulares, usados al parecer para ahuyentar insectos y disipar el calor. Y como también en Asiria sus monarcas aparecen escoltados por sendos esclavos con parasoles, la investigadora Ruiz Alcón razona que el sencillo hecho de espantarse las moscas se convirtió en atributo de los poderosos y la suntuosidad.
A partir del siglo V antes de Cristo, el flabelo egipcio aparece en la Antigua Grecia representado en forma de palmeta en diversos tipos de vasos pintados, con el mango más corto y manejable, de modo que pudiera utilizarse con una sola mano. También se han encontrado flabelos en la civilización etrusca de donde se suponen pasaron a la Antigua Roma. Se conservan pinturas donde esclavos abanican con flabelos a las matronas o para avivar el fuego de los sacrificios.

## Abanicos chinos y japoneses

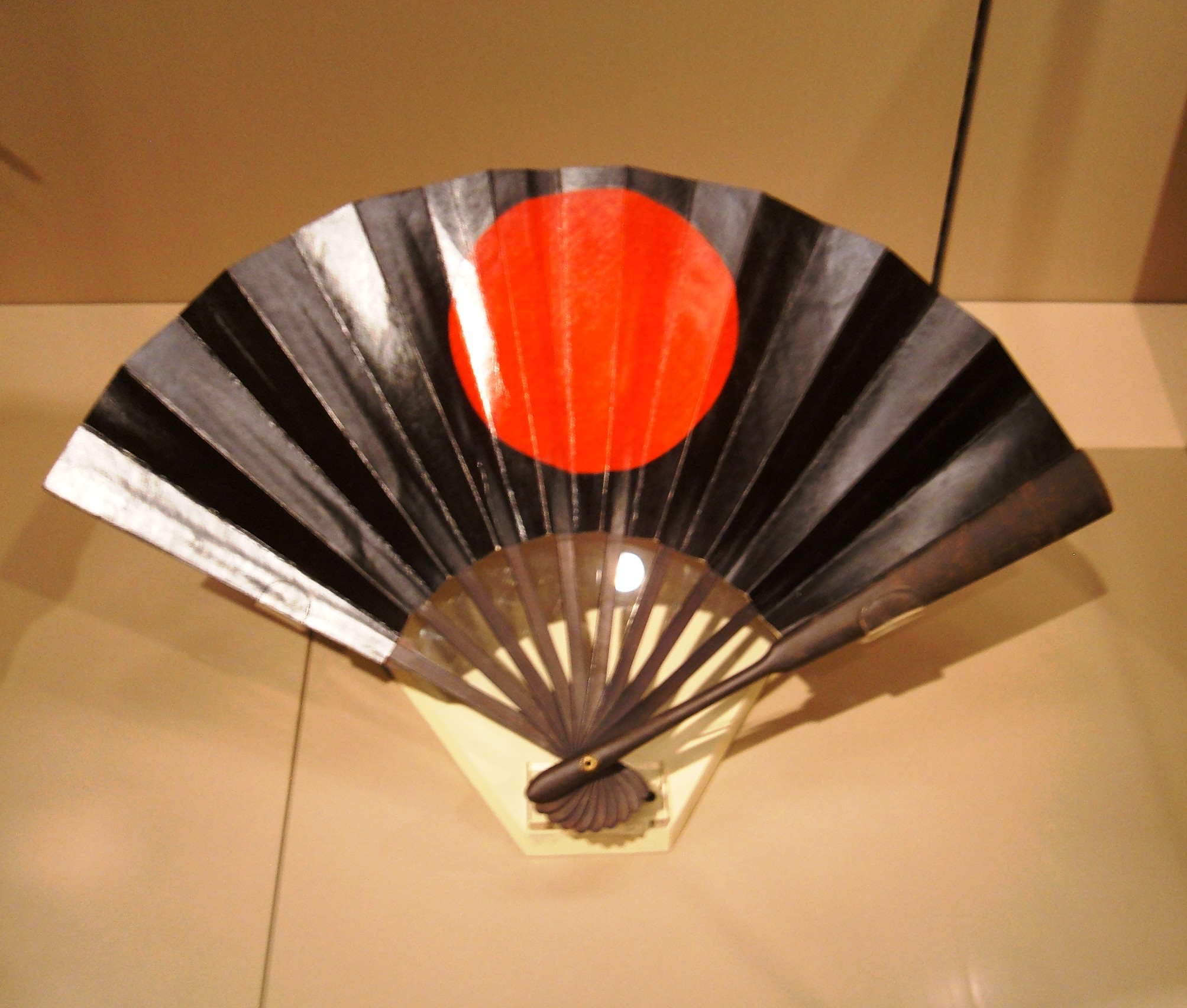
Abanico gunsen japonés del período Edo (1800-1850) representando al sol; hecho de hierro, bambú y laca. Museo de Arte Asiático de San Francisco, California.

Objeto esencial en las culturas china y japonesa, tanto en ceremonias como en el teatro, que sintetiza la fantasía de estos pueblos en los diferentes tipos de abanico. Fabricado en bambú, seda, papel, marfil, tortuga, plumas y crespones, su suntuosidad llegaría en ocasiones a hacerlo inútil para su original objetivo: darse aire. Uno de los más famosos fue el que en el siglo XVII el emperador chino Chun-Hi le regaló a su esposa; estaba fabricado en jade blanco, con mango de ámbar tallado con bajorrelieves. En China, el origen del abanico rígido se sitúa hacia 2697 a. C., con el emperador Hsiem Yuan, y la referencia escrita más antigua (1825 a. C.) menciona dos abanicos de plumas ofrecidos al emperador Tchao Wong, de la dinastía Zhou.
Casi limitado a su uso ceremonial en China, sin embargo en Japón el abanico ha estado unido a lo cotidiano y a lo artístico; sobresalen en especial los relacionados con la ceremonia del té, los usados como objetos en el ritual Shinto, y los abanicos del atrezo teatral, como los exhibidos en los dramas Noh y el «tessen» o abanico de guerra.
En Europa se conoce desde el siglo XVI, traído de Oriente por los navegantes y comerciantes portugueses. Objeto raro y caro, fue en principio privilegio de damas linajudas, como Isabel I de Inglaterra que llegó a pagar 500 coronas por un bello ejemplar. Eran aquellos, en general, objetos de fantasía con elaborados trabajos de orfebrería en los mangos y cuerpo de exóticas plumas. Otros modelos, como los que pinta en Venecia Tiziano, eran los llamados de banderita, muy comunes en la Italia del siglo XVII.

## Abanicos españoles

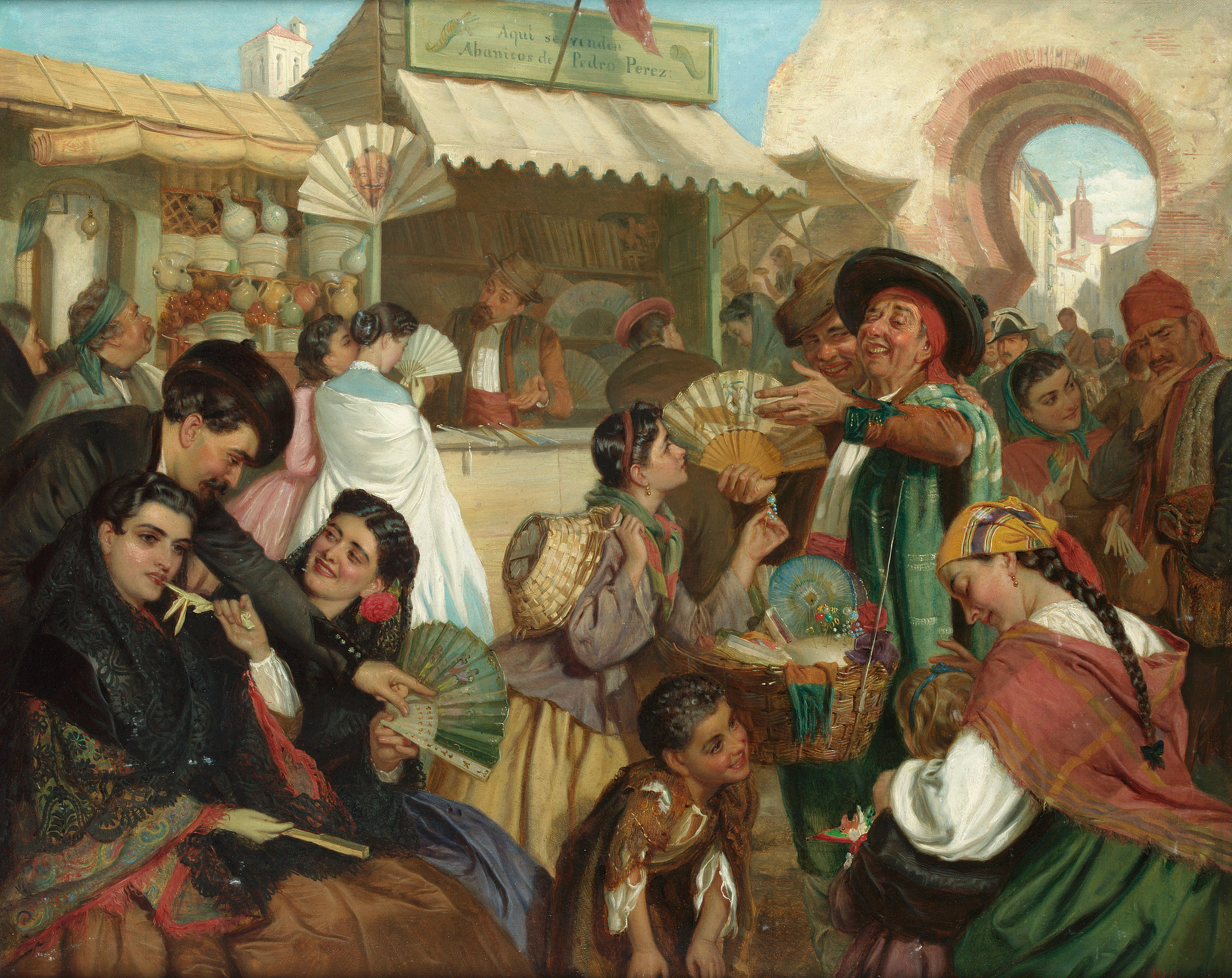
Cuadro costumbrista de John Bagnold Burgess The fan seller (El vendedor de abanicos), pintado durante sus viaje por España en la segunda mitad del.

La más antigua referencia documental en España aparece en la Crónica de Pedro IV de Aragón, donde entre los varios servidores del rey se cita "el que llevaba el abanico". También se mencionan "dos «ventall» de raso" en el inventario de bienes del príncipe de Viana; y en contextos relacionados con la liturgia eclesiástica aparecen con frecuencia los «flabellum». Todas son referencias de finales del siglo XV, anteriores al comercio de la península ibérica con Oriente, que fue la vía por la que llegaron a Europa los abanicos plegables.
Los primeros maestros abaniqueros conocidos en España son del siglo XVII. Así, se cuentan en Madrid Juan Sánchez Cabezas, Juan García de la Rosa, Francisco Álvarez de Borja o Jerónimo García. Con ellos trabajan pintores como Duarte de Pinto y Juan Cano de Arévalo. Una muestra de los abanicos bordados españoles en aquel Siglo de Oro es el que aparece en La dama del abanico, cuadro pintado por Velázquez hacia 1635. En Sevilla, trabajan los talleres de Carlos de Arocha, José Páez y Alonso de Ochoa. Del 8 de junio de 1693 se guarda noticia de una solicitud de abaniqueros madrileños para crear un gremio, que no llegó a cuajar.
Los defectos técnicos de los abanicos españoles hicieron que su producción fuera superada a finales del XVII por los fabricantes franceses e italianos. La pérdida primacía no se restableció hasta el último cuarto del siglo XVIII, cuando el gobierno de Carlos II decidió subvencionar esa industria, traer de Italia un buen maestro en el oficio y limitar la entrada en España de abanicos extranjeros. En ese mismo periodo, también en Madrid, se conocen talleres en la calle del Carmen y en la Red de San Luis.
Anota Eugenio Larruga que, bajo la protección del conde de Floridablanca, se instaló en España Eugenio Prost, artesano francés que, ayudado por su esposa, puso la calidad española a la altura del resto del continente. Casi a punto de concluir el siglo XVIII, se oficializó el gremio de abaniqueros fundándose en Valencia la Real Fábrica de Abanicos.

### Valencia y Colomina[19]
La calidad de la producción valenciana hizo que floreciera definitivamente en España la industria del abanico. Baltasar Talamantes, Puchol, Mateu y Chafarandes son citados por Juan Reig y Flores, como artesanos de este sector durante la primera mitad del siglo XIX. A partir de 1825 se instalaron en Valencia fabricantes franceses, entre los que destacaron Fernando Coustelier y Simounet, este último importador de los abanicos de la casa francesa Colombert. En 1842 tuvo lugar una protesta por parte de los abaniqueos valencianos contra la disminución de los aranceles de abanicos. La competencia inspiró a algunos artesanos como el alicantino José Colomina Arquer (1809-1875), cuya fábrica supuso para la ciudad de Valencia un sello de calidad y prosperidad, admirada por Amadeo I de España en su visita a la capital del Turia. Colomina impuso diversos estilos, todos ellos con el apellido de la monarquía española, así el estilo cristino en el periodo de la regencia de María Cristina de Borbón (1833-1844), al que siguió el isabelino con Isabel II de España (1844-1868), el pericón contemporáneo de la regencia de María Cristina de Habsburgo (1885-1895) y el estilo alfonsino con Alfonso XIII (1902-1931). En ellos se desplegaba temas mitológicos, de género, galantes, bucólico-pastoriles, históricos, religiosos, "revival" e incluso infantiles.
Talleres importantes desde 1830 hasta aproximadamente 1850, son los de Fernando Coustellier, Juan Bautista Montañac, Juan Pedro Chara o José Herans Ros.

## Lenguaje y códigos

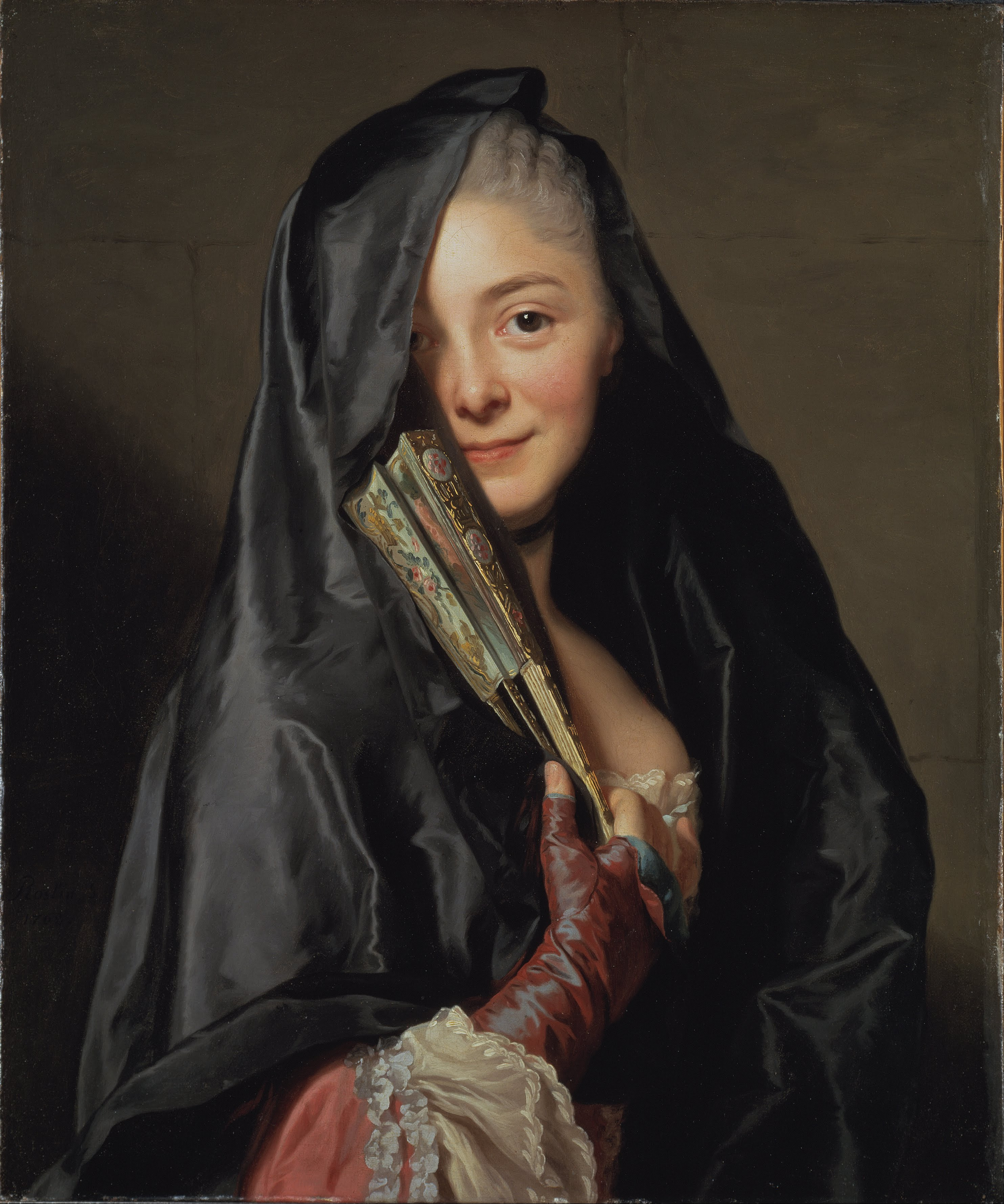
Dama con velo vestida ‘a la boloñesa’ (1768), por Alexander Roslin. La modelo fue Susana Giroust, esposa francesa del pintor sueco. Museo Nacional de Estocolmo.

En un principio su uso era común para ambos sexos, llevando los hombres pequeños ejemplares en el bolsillo, y las mujeres unos de mayor tamaño como el "abanico de pericón". Su utilización se hizo progresivamente exclusiva de las damas y según se dice, se llegó a desarrollar un complicado código o "lenguaje del abanico" (según la posición en la que se situaba, o la forma de sostenerlo o usarlo, se estaba transmitiendo un tipo de mensaje u otro).
Los autores modernos no consideran probable que este lenguaje del abanico haya existido realmente o que, en caso de existir, haya sido muy común, ya que el uso de un lenguaje secreto solo conocido por mujeres se contradice con la idea de que éstas pudieran usar dicho código para comunicarse con sus amantes masculinos.
Algunos de los códigos de este supuesto lenguaje serían que abanicarse rápidamente mirándote a los ojos se traducía como “te amo con locura”, pero si se hacía lentamente, el mensaje era muy distinto: “estoy casada y me eres indiferente”. Abrir el abanico y mostrarlo equivalía a un: “puedes esperarme”. Sujetarlo con las dos manos aconsejaba un cruel “es mejor que me olvides”. Si una mujer dejaba caer su abanico delante de un hombre, el mensaje era apasionado "te pertenezco". Si lo apoyaba abierto sobre el pecho a la altura del corazón: “te amo”. Si se cubría la cara con el abanico abierto: “Sígueme cuando me vaya”.
Si lo apoyaba en la mejilla derecha equivalía a un “sí”, pero si lo apoyaba sobre la izquierda era un “no” rotundo y cruel.

## Simbolismo
Atributo de rango en Asia y África, como símbolo relacionado con el elemento aire, el viento, lo aéreo y lo celeste.
Asociado a la liberación de la forma en el taoísmo, Chung-li Chuan (el primero de los ocho inmortales chinos) lo usaba para avivar el espíritu de los muertos; considerado como su emblema, suele tener perfil acorazonado y adornarse con plumas.
En Occidente, como objeto pequeño y plegable, es símbolo de la imaginación y el cambio que representan las fases de la Luna; desarrolla así el simbolismo selénico y los atributos de las esferas de la imaginación y lo mudable comunes a lo femenino. Cirlot explica esa trasmutación fenoménica lunar como "alegorismo erótico": "no ser, aparecer, crecer, ser plenamente, disminuir"... El juego de un abanico. Retomando lo dicho por Revilla, añade Cirlot: «Los abanicos de este tipo suelen tener perfil de corazón, a veces están adornados con plumas, que refuerzan su integración en el simbolismo general aéreo y lo celeste y son atributos de rango en diversos pueblos de Asia y África. Todavía los usa con este sentido cósmico el romano pontífice.»
Por su parte, el surrealista germano-francés Max Ernst, lo usa en uno de sus cuadros como elemento fantasmagórico, recuperando el sentido heraclitiano del "todo pasa".

## Instrumento de seducción
La historia de la pintura universal, desde el grabado japonés a los impresionistas, ha dejado una variada colección de ejemplos pictóricos que recogen y amenizan la estética del abanico como arma de seducción femenina.

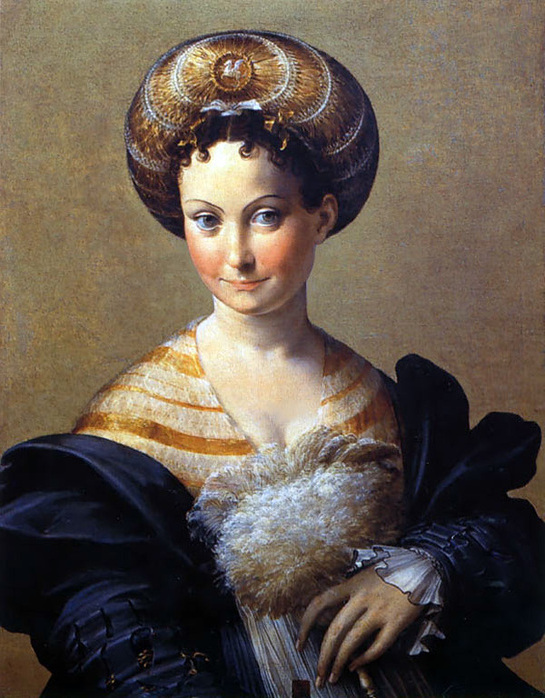
La esclava turca por Parmigianino (1530). Galería Nacional de Parma.
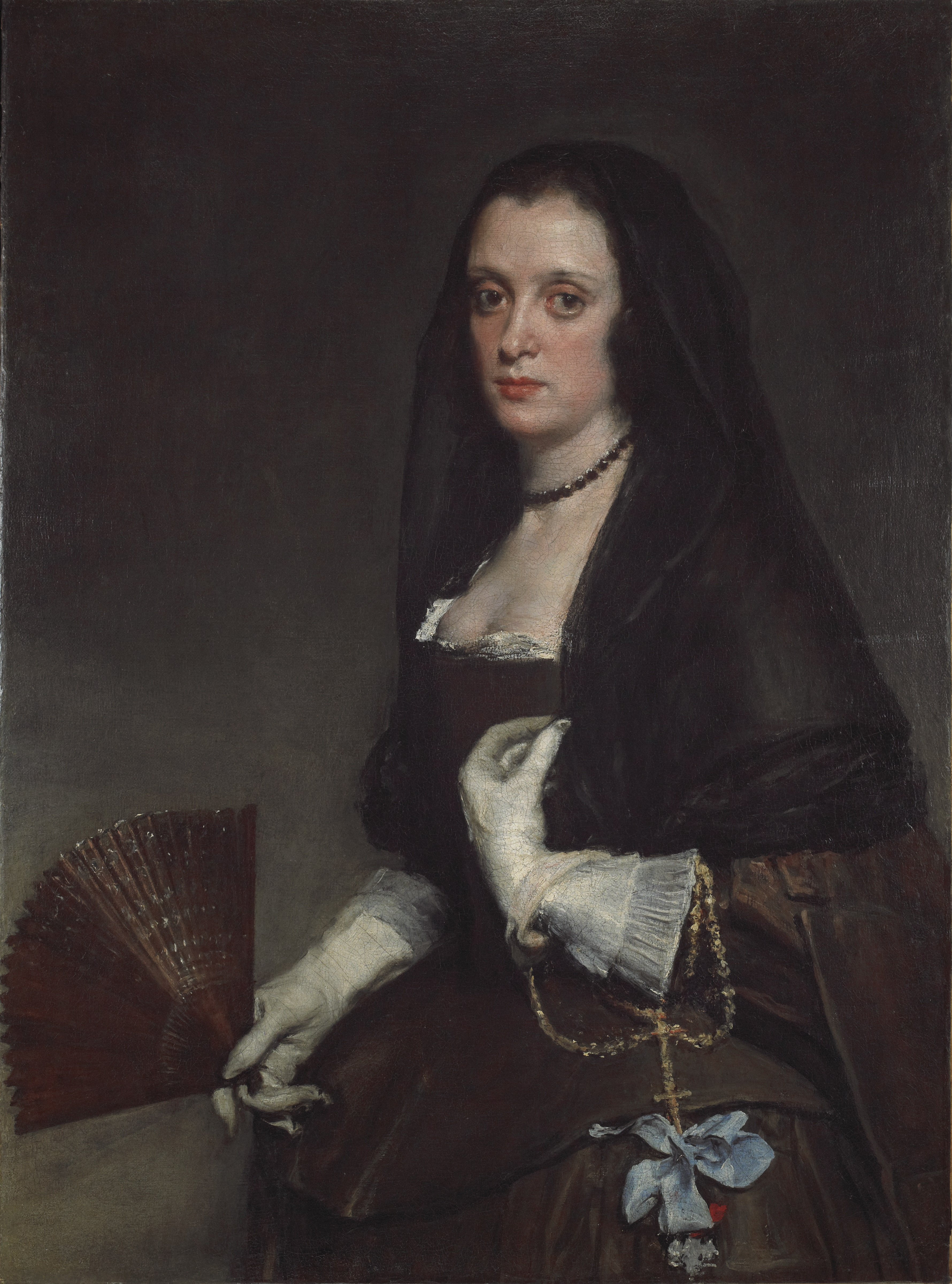
La dama del abanico por Velázquez (ca. 1635). Colección Wallace
Retrato de una dama réplica de Rubens (1613) de un retrato de Tiziano.[nota 5]
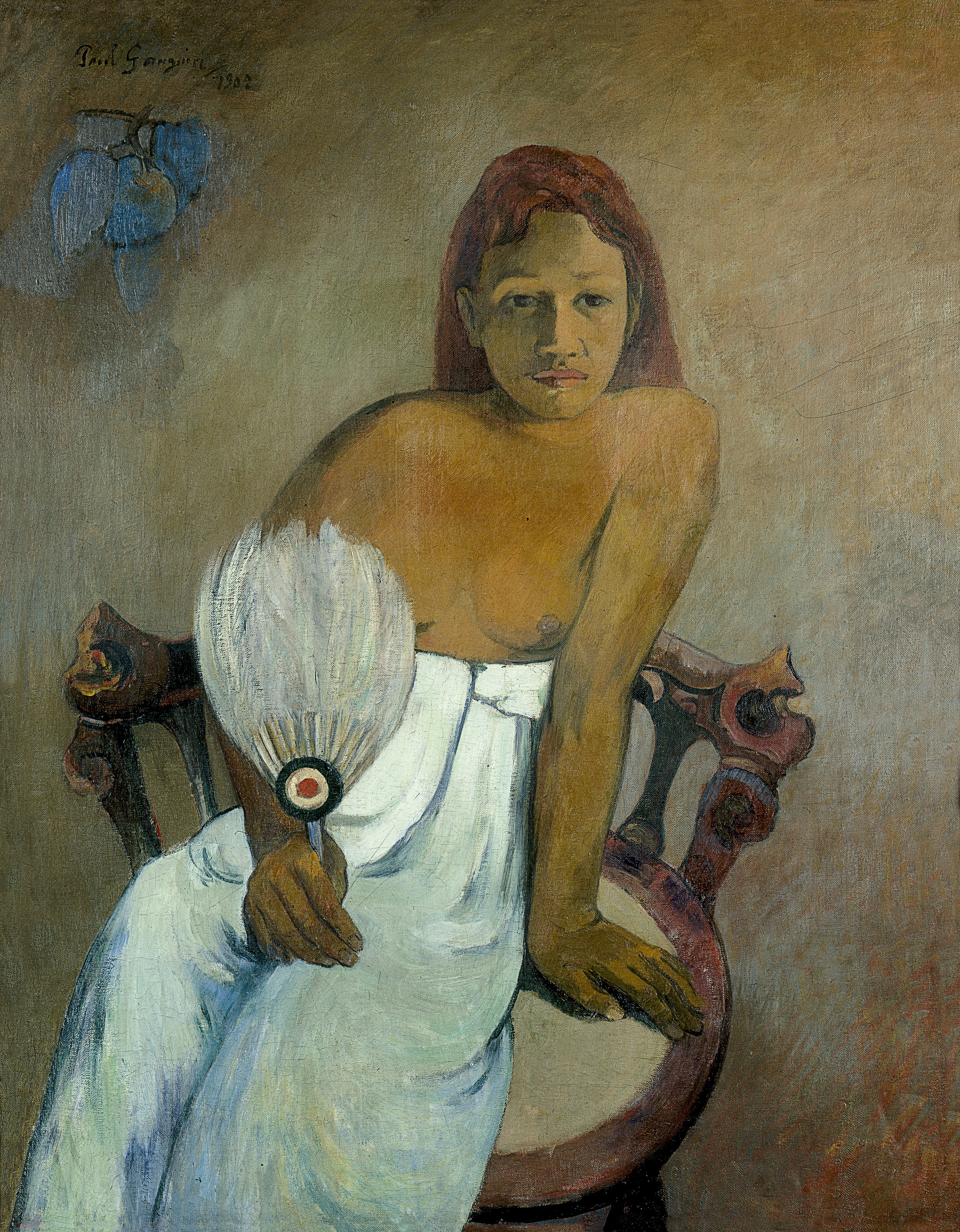
Muchacha con abanico por Paul Gauguin (1902). Museo Folkwang (Alemania).
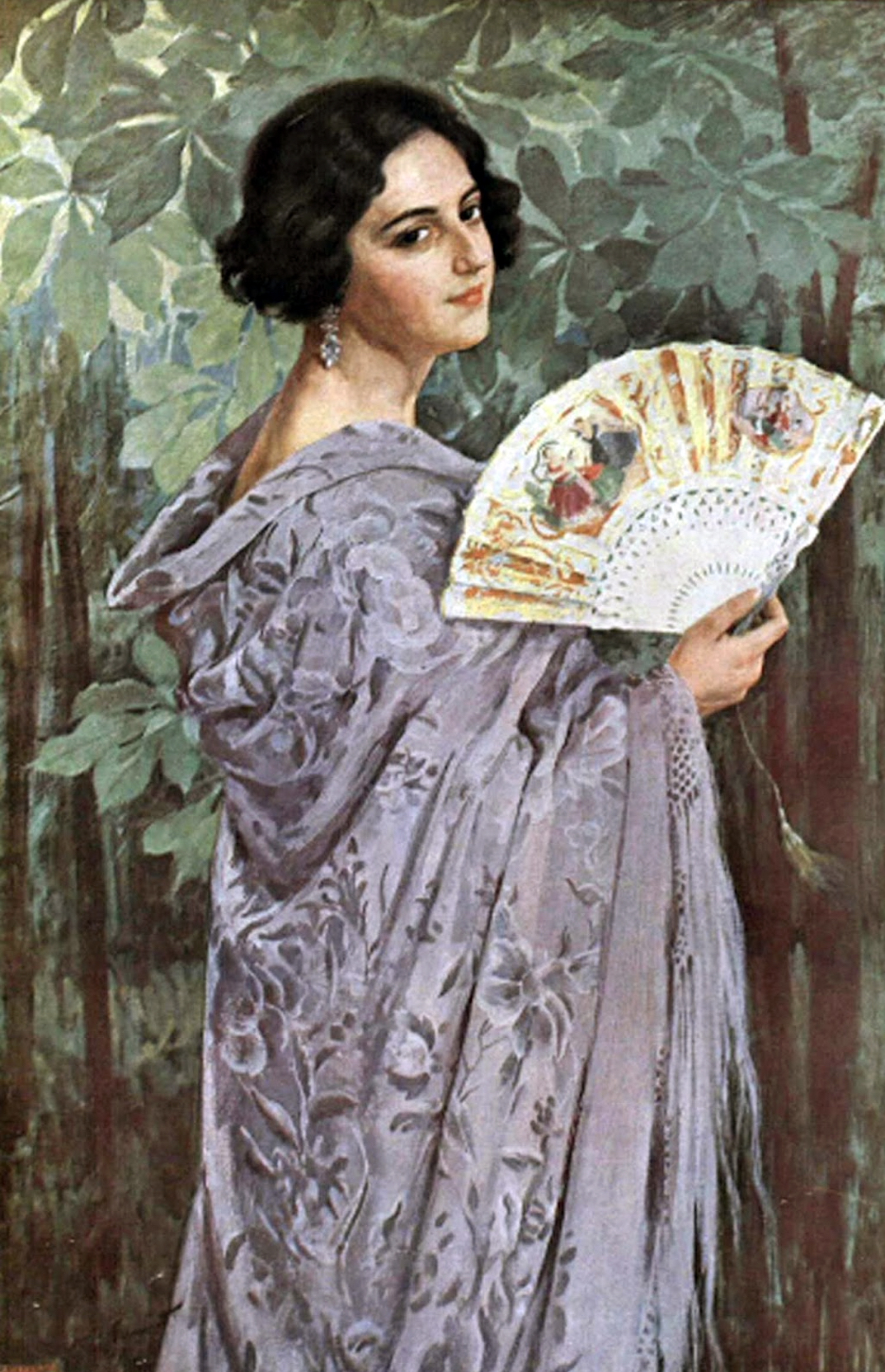
Dama con abanico por Enrique Simonet.
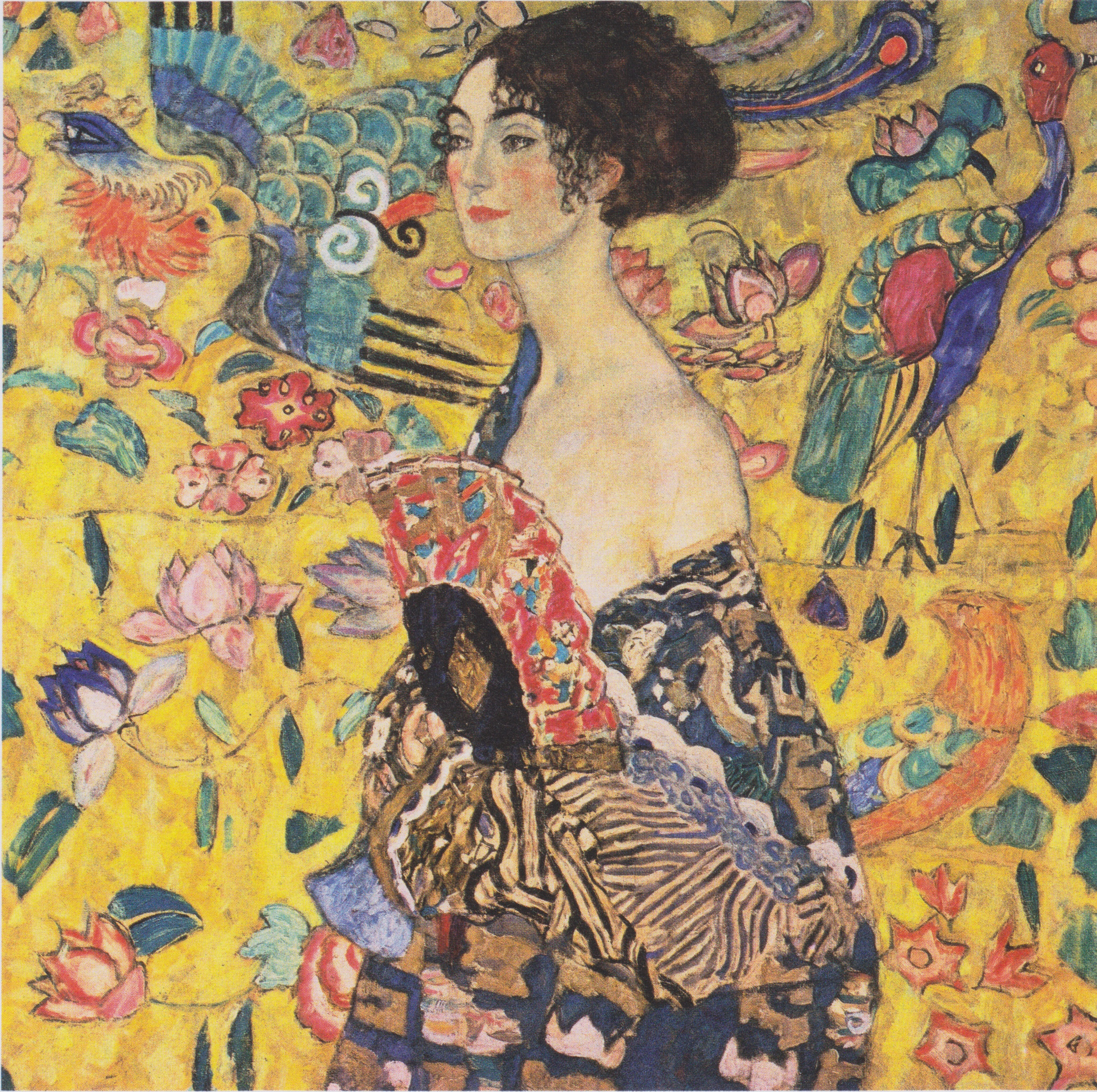
Dama con abanico por Gustav Klimt.

## Iconografía
Utensilio desplazado por la tecnología del aire acondicionado, el abanico, atributo de Vishnú, emblema de la realeza en las más antiguas civilizaciones e icono del eterno femenino desde el siglo XVII en Occidente, descansa desde hace ya tiempo entre los objetos de museo del arte suntuario como un tesoro arqueológico más.